# 安仁乡 (将乐县)
安仁乡是中国福建省三明市将乐县下辖的一个乡。

## 行政区划
安仁乡共辖11个行政村，分别是：
伍宿村、石富村、安仁村、福山村、半岭村、洞前村、元洋村、余坑村、泽坊村、上际村、蜈蚣鼻村。